# Phân họ Hoa hồng
Phân họ Hoa hồng (danh pháp khoa học: Rosoideae) bao gồm nhiều loài cây bụi, cây thân thảo đa niên và cây ăn quả như dâu tây và mâm xôi. Chỉ một số ít loài là cây thân thảo một năm.
Định nghĩa và giới hạn của phân họ Rosoideae một cách tổng thể vẫn còn là chưa chắc chắn; nghiên cứu di truyền học gần đây (ví dụ Eriksson và ctv., 2003) đã tạo ra một số thay đổi ở cấp độ chi và sự loại bỏ khỏi phân họ Rosoideae đối với một số chi (đáng chú ý là các chi Cercocarpus, Cowania, Dryas, Purshia) trước đây được coi là thuộc phân họ này. Các nghiên cứu tiếp theo vẫn đang diễn ra.

## Đặc điểm và phân loại
Có sự tồn tại của các axít như axít 2-pyron-4,6dicacboxylic, axít ellagic; các tia hoa thường hẹp; biểu bì phủ sáp như là các dải ruy băng hẹp và các que nhỏ hình tam giác; các lá kép; (tồn tại đài phụ), thường nhiều lá noãn, noãn có lớp vỏ bọc đơn, mọc thẳng; quả bế hay quả hạch nhỏ.
Phân bố nhiều tại khu vực ôn đới Bắc bán cầu (tới ven Bắc cực). Được APG phân chia thành các tông và chi riêng lẻ như sau:
- Chi Filipendula – Cây thân thảo; đế hoa to, 2 noãn/lá noãn. Khoảng 10 loài. Phân bố tại đại lục Á-Âu. Đồng nghĩa: Ulmariaceae Gray hay Rosodeae T. Eriksson, Smedmark, & M. S. Kerr (= tất cả các loài khác trong Rosoideae)
- Siêu tông Rosodae:
  - Chi Rubus – cây bụi nhiều gai, mọc bò toài trên mặt đất; đế hoa to; quả hợp của các quả hạch nhỏ. Khoảng trên dưới 250 loài. Phân bố rộng khắp thế giới, đặc biệt là vùng ôn đới Bắc bán cầu. Đồng nghĩa: Chamaemoraceae Lilja
  - Chi Rosa – Cây bụi nhiều gai; 2 noãn ở bên/lá noãn. Khoảng 100-150 loài. Xem thêm Bruneau và ctv. (2007), Wissemann & Cox (2007), Koopman và ctv. (2008) để biết thêm về phát sinh loài, các mối quan hệ khá rối rắm. Phân bổ ở vùng ôn đới Bắc bán cầu; khoảng một phần ba số loài có tại châu Âu.
  - Tông Colurieae Rydberg Khoảng 3 chi và 42 loài, trong đó chi Geum khoảng 40 loài [1]. Phân bố tại vùng ôn đới và miền núi nhiệt đới, Chile.
  - Tông Potentilleae Sweet, từ đồng nghĩa: Potentillaceae Wilbrand, Tormentillaceae Martynov: Có sự tồn tại của đài phụ, đế hoa to. APG chia làm 3 phân tông:
    - Phân tông Potentillineae: vòi nhụy thường là dạng ở bên/đế hoa nở rộng. 5-6 chi và 540 loài, bao gồm các chi Potentilla, Argentina v.v. Ôn đới Bắc bán cầu tới vùng Bắc cực (miền núi nhiệt đới tới ôn đới Nam bán cầu).
    - Phân tông Fragariinae Torrey & A. Gray: các túi bao phấn thường hợp nhiều hay ít; mô vách khoảng 2 tế bào bề ngang, mũ phôi tâm khoảng 7 tế bào bề rộng. Lá đơn, bộ nhụy 1. Khoảng 10 chi, 60 loài.
    - Phân tông Alchemillinae: các túi bao phấn thường hợp nhiều hay ít; mô vách khoảng 2 tế bào bề ngang, mũ phôi tâm khoảng 7 tế bào bề rộng. 3 chi và khoảng 960-1.100 loài: Alchemilla (từ 870 tới trên 1.000 loài), Lachemilla (80 loài). Phân bố tại vùng ôn đới Bắc bán cầu, đặc biệt tại châu Âu, vùng núi nhiệt đới (ôn đới Nam bán cầu).

  - Tông Sanguisorbeae Candolle Trong phạm vi Sanguisorbeae có hai phân tông là:
    - Phân tông Agrimoniinae J. Presl. Khoảng 5 chi và 20 loài, trong đó chi Agrimonia chứa khoảng 15 loài. Phân bố tại vùng ôn đới Bắc bán cầu, châu Phi.
    - Phân tông Sanguisorbineae Torrey & A. Gray: Khoảng 7 chi và 360 loài, trong đó các chi Cliffortia, Acaena chiếm phần lớn sự đa dạng loài với Cliffortia chứa khoảng 115 loài và chi Acaena chứa khoảng 100 loài. Ở một mức độ nào đó có thể coi là phân bố rộng khắp thế giới nhưng ít thấy trong khu vực Indo-Malesia và nhiệt đới châu Mỹ. Từ đồng nghĩa: Agrimoniaceae Gray, Fragariaceae Nestler, Poteriaceae Rafinesque, Sanguisorbaceae Durande.

### Các chi
Danh sách này chưa hoàn chỉnh, do nhiều chi có thể gộp vào hay tách ra.
- Filipendula
- Siêu tông Rosodae
  - Rosa (bao gồm cả Hulthemia) - hồng, tường vi, tầm xuân
  - Rubus (bao gồm cả Dalibarda) - mâm xôi
  - Tông Colurieae
    - Geum (bao gồm cả Acomastylis, Coluria, Novosieversia, Oncostylus, Orthurus, Taihangia, Waldstenia) - thủy dương mai
    - Fallugia
    - Sieversia

  - Tông Potentilleae
    - Phân tông Potentillineae
      - Potentilla (bao gồm cả Argentina, Comarella, Duchesnea, Horkelia, Horkeliella, Ivesia, Purpusia, Stellariopsis) - ủy lăng/ỷ lăng

    - Phân tông Fragariinae
      - Chamaerhodos
      - Comarum (bao gồm cả Farinopsis)
      - Dasiphora = Pentaphylloides
      - Drymocallis
      - Fragaria - dâu tây
      - Potaninia
      - Sibbaldianthe (bao gồm cả Schistophyllidium)
      - Sibbaldia
      - Sibbaldiopsis

    - Phân tông Alchemillinae: Có thể gộp trong Fragariinae.
      - Alchemilla (bao gồm cả Aphanes, Lachemilla, Zygalchemilla)

  - Tông Sanguisorbeae
    - Phân tông Agrimoniinae
      - Agrimonia – long nha thảo (tiên hạc thảo, tả lị thảo)
      - Aremonia
      - Hagenia
      - Leucosidea
      - Spenceria

    - Phân tông Sanguisorbineae
      - Acaena
      - Cliffortia
      - Dendriopoterium
      - Marcetella
      - Margyricarpus (bao gồm cả Tetraglochin)
      - Polylepis
      - Poteridium
      - Poterium (bao gồm cả Bencomia)
      - Sanguisorba – địa du
      - Sarcopoterium

## Hình ảnh

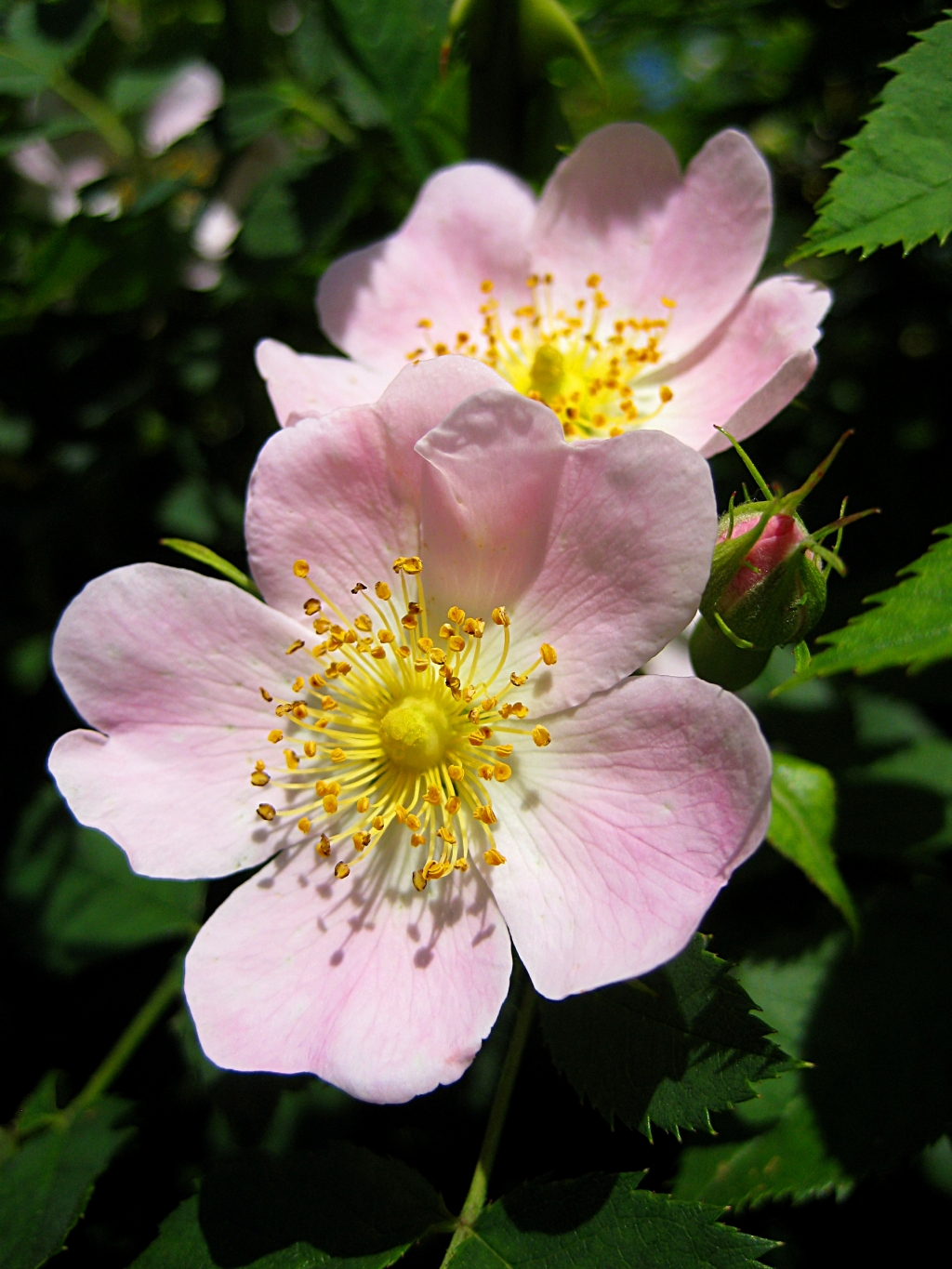
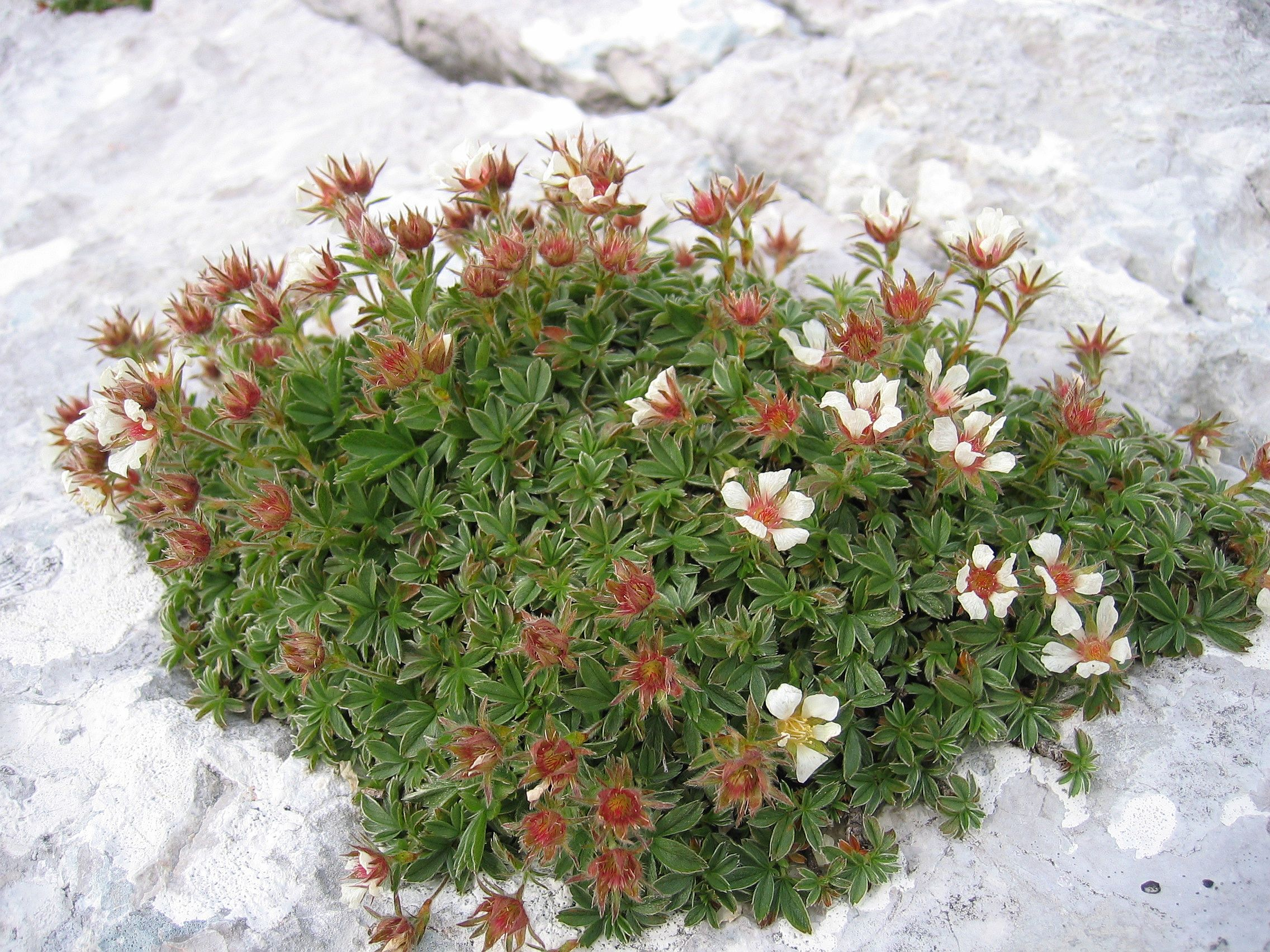
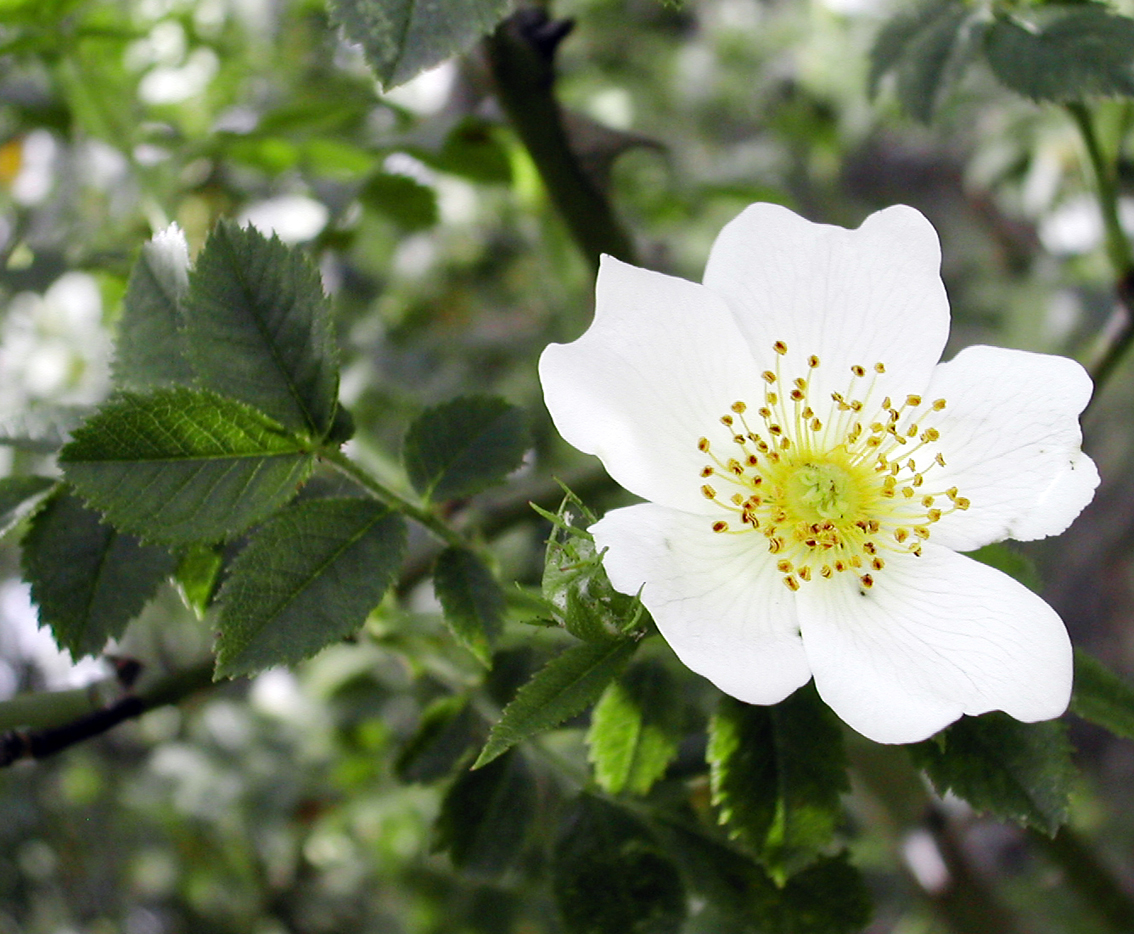